# Gisèle Ansorge

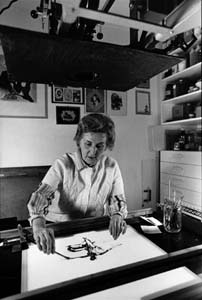
Gisela Ansorge, 1985

Gisèle Ansorge (* 9. Februar 1923 in Morteau im Département Doubs, Frankreich; † 17. Dezember 1993 in Etagnières, Kanton Waadt) war eine Schweizer Schriftstellerin.

## Leben
Gisèle Ansorge, geborene Dietrich, wuchs in Pontarlier auf und studierte Pharmazie in Lausanne. 1952 heiratete sie den Animationsfilmer Ernest Ansorge (1925–2013). Sie gestaltete in der Folge die Schwarzsandbilder für den Hintergrund der Trickfilme ihres Mannes. Ab 1958 trat sie als Autorin von Theaterstücken, Hörspielen und Prosawerken in Erscheinung.

## Auszeichnungen
- 1964: Grand Prix Enghien
- 1986: Preis der Stadt Freiburg
- 1992: Schillerpreis

## Werke

### Theaterstücke
- Délivrez-nous du mal ou Granit, 1958
- Deux femmes seules, 1961
- Un disque oublié, 1961
- La colère éclate, 1962
- Tout pour Flora, 1963
- La famille ne portera pas le deuil, 1964
- Module bonheur, 1964
- Le roi et le prisonnier, 1965
- Un diamant dans le gosier, 1965

### Hörspiele
- 1962: Un Homme si regretté
- 1964: La Peau du lion

### Prosa
- Le jardin secret, 1985
- Prendre d’aimer, 1988
  - Deutsch als: Séverine. Roman. Limmat, Zürich 1991, ISBN 3-85791-176-X.
- Pierres malicieuses, 1989
- Les tourterelles du Caire, 1991
- Le jeu des nuages et de la pluie, 1993
- Les larmes du soleil, 1994